# Сен-Жан-Пье-де-Пор
Сен-Жан-Пье-де-Пор (фр. Saint-Jean-Pied-de-Port, баск. Donibane Garazi) — город и коммуна во французском департаменте Атлантические Пиренеи, округ Байонна, кантон Монтань-Баск.
Это важная станция на Пути святого Иакова в Сантьяго-де-Компостела.

## Географическое положение
Сен-Жан-Пье-де-Пор лежит на высоте 175 м над уровнем моря, на границе с Испанией, в 76 км от города Памплона и в 53 км от побережья Атлантического океана в районе Бискайского залива. Город относится к Стране Басков.
Город стоит на слиянии трёх небольших рек, сливающихся в реку Нив и текущую в Бискайский залив. Здесь начинается дорога в Ронсесвальес.

## История
Впервые в исторических документах город появляется в XII веке. Город был выстроен в 1177 году в честь победы короля Ричарда Львиное Сердце. С этого времени он являлся пограничным городом королевства Наварра. В 1329 году Филипп III д’Эврё, король Наварры, даровал ему права строить рынки в пределах крепостных стен, что сделало Сен-Жан-Пье-де-Пор центром пограничной торговли с Испанией.
В 1512 и 1530 годах город стал одной из арен сражений в войне Арагонской короны против Наварры. До 1589 года Сен-Жан-Пье-де-Пор оставался одним из главных городов Нижней Наварры, пока она не отошла Франции. С этого времени город являлся столицей одноимённой баскской провинции, но в 1790 году она стала частью департамента Нижние Пиренеи.
В 1625 году городской замок был превращён в цитадель, затем в 1728 году защитные сооружения были перестроены инженером Вобаном.

## Достопримечательности
- старый город по берегам реки Нив
- городской замок-цитадель Château de Mendiguren (1191 г.) на холме
- Ворота Святого Иакова, являющиеся с 1998 года частью Всемирного наследия ЮНЕСКО «Дорога святого Иакова во Франции», на пути паломнического маршрута, а также паломнические дома из розово-серого песчаника.

## Экономика и промышленность
туризм

## Туризм
Сен-Жан-Пье-де-Пор — конечный пункт Поденской дороги, соединяющийся здесь с Турской и Лиможской дорогами, и начало Дороги французских королей на пути святого Иакова, одного из важнейших паломнических путей Средневековья и наших дней.
Это также начало перехода через Пиренеи. Для подъёма используется преимущественно дорога Наполеона в Ронсевальское ущелье, а зимой и в плохую погоду — дорога через Валькарлос к монастырю августинцев в Ронсесвальесе. Поэтому в Сен-Жан-Пье-де-Пор много паломнических домов, гостиниц и апартаментов, а также кемпинг для паломников и туристов.
Неподалёку от города во время битвы в Ронсевальском ущелье по легенде погиб в 778 году легендарный Роланд, в честь чего на месте его предполагаемой гибели стоит памятное надгробие.
По понедельникам в городе проводится ярмарка-продажа домашнего скота, летом — коррида и игра в пелоту.

## Транспорт
Автомобильные дороги.
Вокзал.

## Города-побратимы
- Эстелья, Испания (с 1964 г.)

## Знаменитые земляки
- Шарль Флоке (1828—1896) — французский учёный